# Sarah Gorden
Sarah Gorden (Elk Grove Village, Illinois, Estados Unidos; 13 de septiembre de 1992) es una futbolista estadounidense que juega de defensora para el Angel City FC de la National Women's Soccer League (NWSL).

## Trayectoria
En 2016, Gorden fue elegida por el Chicago Red Stars en la tercera ronda del draft universitario de la NWSL. Hizo su debut profesional en el primer partido de la temporada 2016 contra el Houston Dash, sustituyendo a Alyssa Mautz en el minuto 83.

## Selección nacional
Gorden recibió su primera convocatoria a la selección de Estados Unidos en diciembre de 2019.

## Estadísticas

### Clubes
| Club              | País           | Año             |
| ----------------- | -------------- | --------------- |
| Chicago Red Stars | Estados Unidos | 2016 - 2021     |
| Angel City FC     | Estados Unidos | 2021 - presente |